# Naissance en 1952
Naissance
- 1948
- 1949
- 1950
- 1951
- 1952
- 1953
- 1954
- 1955
- 1956

Les naissances en 1952 concernent les personnalités nées entre le 1er janvier et le 31 décembre 1952.

## Janvier
- 1er janvier : 
  - Hamad ben Khalifa Al Thani, émir du Qatar.
  - Ahn Sung-ki, acteur sud-coréen.
  - Ioury Zakharanka, homme politique soviétique puis biélorusse († 7 mai 1999).
- 2 janvier : Augusto Góngora, journaliste et documentaliste de télévision chilien († 19 mai 2023).
- 3 janvier :
  - Gianfranco Fini, homme politique italien.
  - Jim Ross, commentateur sportif de la World Wrestling Entertainment (WWE) dans la fédération Smackdown.
  - Raúl Aranda, matador espagnol.
- 5 janvier :
  - Jean-Michel Cambon, instituteur, grimpeur et alpiniste français († 12 mars 2020).
  - Michèle Jacot, skieuse française.
  - Vassili Likhatchiov, homme politique soviétique puis russe († 8 avril 2019).

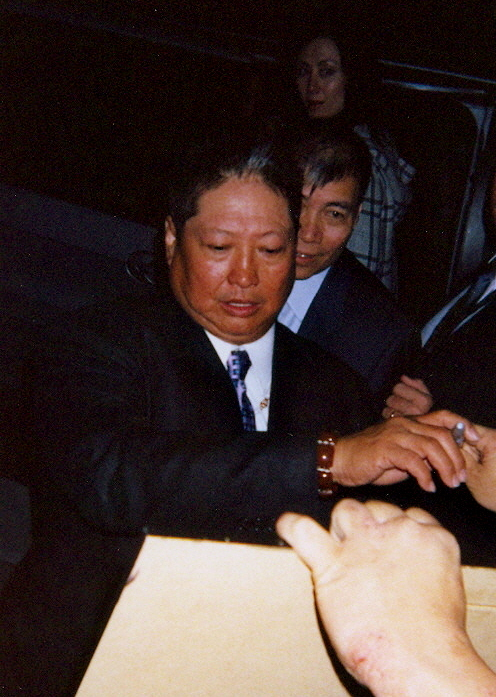
Sammo Hung en 2006.

- 6 janvier : Jiichirō Date, lutteur japonais spécialiste de la lutte libre († 20 février 2018).
- 7 janvier : Sammo Hung, acteur, réalisateur, chorégraphe, producteur hongkongais.
- 8 janvier : 
  - Hamma Hammami, homme politique tunisien.
  - Leontien Ceulemans, actrice et présentatrice néerlandaise († 28 juillet 2022).
- 9 janvier : Frank Margerin, auteur de bandes dessinées et créateur de Lucien et Manu.
- 10 janvier : Christian Lauranson-Rosaz, historien français, spécialiste du haut Moyen Âge († 1er avril 2016).
- 14 janvier : Nigel Crisp, personnalité politique britannique.
- 15 janvier : Andrzej Fischer, footballeur polonais († 22 novembre 2018).
- 16 janvier : L. Blaine Hammond, astronaute américain.
- 17 janvier : Ryūichi Sakamoto, musicien, compositeur et acteur japonais († 28 mars 2023).
- 18 janvier : Vicente André Gomes, médecin et homme politique brésilien († 8 mai 2020).
- 19 janvier : 
  - Alix Cléo Roubaud , photographe et écrivaine française d'origine canadienne. († 28 janvier 1983)
  - Helen Mack Chang, militante des droits de l'homme guatémaltèque.
- 20 janvier : Rimas Tuminas, metteur en scène, professeur et directeur de théâtre lituanien († 6 mars 2024).
- Paul Stanley, Chanteur et Guitariste du groupe de musique Hard Rock, Kiss
- 21 janvier : Jean-Jacques Fussien, coureur cycliste français († 23 août 1978).
- 22 janvier : Denis Coiffet, prêtre catholique français († 3 juillet 2015).
- 23 janvier : Daniel Bellec, peintre français († 23 avril 2020).
- 24 janvier : 
  - William F. Readdy, astronaute américain.
  - Raymond Domenech, joueur et entraîneur de football français.
- 25 janvier :
  - John Slater, homme politique canadien († 12 mai 2015).
  - Liu He, homme politique chinois.
- 26 janvier : Frédéric Lodéon, violoncelliste, chef d'orchestre et animateur radio français.
- 27 janvier :
  - Asma Jahangir, avocate et militante pakistanaise des droits de l'homme et des droits sociaux († 11 février 2018).
  - Jacques Nikonoff, président de l'association Attac de 2002 à 2006.
- 28 janvier :
  - Richard Glatzer, réalisateur et scénariste américain († 10 mars 2015).
  - Michael Jones, chanteur et guitariste franco-gallois.
  - Jean-Louis Murat, auteur-compositeur-interprète et acteur français († 25 mai 2023).
- 30 janvier : Valéry Khalilov, chef d'orchestre militaire et compositeur soviétique puis russe († 25 décembre 2016).
- 31 janvier : 
  - Yvette Rosser, écrivain américaine.
  - Onyeka Onwenu, actrice, chanteuse et politicienne nigériane († 30 juillet 2024).

## Février
- 1er février :
  - António Lima Pereira, footballeur portugais († 22 janvier 2022).
  - Jean Roucas, humoriste et imitateur français.
  - Roger Tsien, biochimiste et biophysicien américain d'origine chinoise († 24 août 2016).
- 2 février :
  - Reinhard Häfner, footballeur est-allemand puis allemand († 24 octobre 2016).
  - El Pana, matador mexicain († 2 juin 2016).
  - Christiane Taubira, femme politique française.
  - Eriek Verpale, écrivain belge d'expression néerlandaise († 10 août 2015).
- 3 février : Cellou Dalein Diallo, homme d'État guinéen.
- 4 février : 
  - Jenny Shipley, femme d'État et femme d'affaires néo-zélandaise.
  - Iryna Bekechkina, sociologue ukrainienne († 20 mars 2020).
  - Gabriel Yacoub, Chanteur et auteur-compositeur-interprète français († 22 janvier 2025).
- 5 février :
  - Daniel Balavoine, chanteur français († 14 janvier 1986).
  - Mohammad Abdel-Hamid Beydoun, homme politique libanais  († 17 mai 2022).
- 7 février : Mariam Abou Zahab, chercheuse orientaliste française († 1er novembre 2017).
- 8 février : Sona Van, poétesse arménienne.
- 9 février : Alain Buyse, sérigraphe et éditeur français († 6 mai 2018).
- 11 février : Bruno de Monès, photographe portraitiste français.
- 12 février :
  - Simon MacCorkindale, acteur, réalisateur, scénariste et producteur de cinéma britannique († 14 octobre 2010).
  - Andrzej Skupiński, acteur polonais († 19 décembre 2018).
- 15 février : Michel Talagrand, mathématicien français.
- 16 février :
  - Pierre Descoteaux, avocat et homme politique québécois († 9 avril 2018).
  - James Ingram, chanteur, compositeur et producteur de musique américain († 29 janvier 2019).
- 17 février : Lily, actrice et chanteuse japonaise († 11 novembre 2016).
- 18 février : Bernard Valcourt, avocat et ancien homme politique fédéral canadien.
- 19 février :
  - Rodolfo Neri Vela, spationaute mexicain.
  - Ryū Murakami, écrivain japonais.
  - Gary Seear, joueur de rugby à XV néo-zélandais († 8 février 2018).
- 20 février :
  - Dominique Blin, footballeur français († 5 juin 2010).
  - Jean-Pierre Cave, homme politique français († 28 mars 2017).
  - Georges-Patrick Gleize, écrivain français.
- 21 février :
  - Pedro Aicart, joueur et entraîneur de football bolivien († 28 juillet 2013).
  - Vitali Tchourkine, diplomate soviétique puis russe († 20 février 2017).
- 22 février : 
  - James P. Bagian,astronaute américain.
  - Joaquim Pina Moura, économiste et homme politique portugais († 20 février 2020).
  - Khadga Prasad Sharma Oli, homme d'État népalais.
- 23 février : Pedro Pérez, athlète cubain spécialiste du triple saut († 18 juillet 2018).
- 24 février : Bruno Zuppiger, homme politique suisse († 19 février 2016).
- 25 février : Manili (Manuel Ruíz Regalo), matador espagnol.
- 27 février :
  - Dwight Jones, joueur de basket-ball américain († 25 juillet 2016).
  - Elisha Obed, boxeur bahamien († 28 juin 2018).
- 28 février : Galina Inzhuvatova, joueuse soviétique de hockey sur gazon.
- ? février : Kathy Dunderdale, première ministre de Terre-Neuve-et-Labrador.

## Mars
- 2 mars : Ingrid Sischy, critique d'art, journaliste et auteure américaine d'origine sud-africaine († 24 juillet 2015).
- 4 mars : Svend Robinson, homme politique et militant canadien.
- 5 mars :
  - Nouria Benghabrit, femme politique algérienne.
  - Bertrand Calenge, bibliothécaire français († 3 janvier 2016).
  - Yuriy Kutsenko, athlète soviétique puis russe, spécialiste du décathlon († 22 mai 2018).
  - Jean-Luc Vilmouth, sculpteur français († 17 décembre 2015).
- 7 mars :
  - Dominique Mamberti, évêque catholique français de la curie romaine.
  - Corine Marienneau, bassiste et chanteuse française.
- 8 mars : Vladimir Vassioutine, cosmonaute ukrainien († 9 juillet 2002).
- 10 mars :
  - Jean-Pierre Posca, footballeur français († 1er janvier 2010).
  - Morgan Tsvangirai, homme d'État zimbabwéen († 14 février 2018).
- 11 mars :
  - Douglas Adams, écrivain britannique († 11 mai 2001).
  - Norah McClintock, écrivaine canadienne († 7 février 2017).
- 13 mars : 
  - Didier Raoult, infectiologue et virologue français.
  - Wolfgang Rihm, compositeur allemand († 27 juillet 2024).
- 15 mars : Tetyana Prorochenko, athlète soviétique puis ukrainienne († 11 mars 2020).
- 16 mars : Irwin Keyes, acteur américain († 8 juillet 2015).
- 18 mars : Pat Eddery, jockey irlandais] († 10 novembre 2015).
- 19 mars :
  - Lars-Erik Skiöld, lutteur suédois spécialiste de la lutte gréco-romaine († 21 mai 2017).
  - Harvey Weinstein, producteur de cinéma américain.
- 21 mars : Christian Penda Ekoka, haut fonctionnaire camerounais († 7 août 2021).
- 22 mars :
  - Jean-Claude Mourlevat, écrivain français.
  - Testke van Ossewaarde, actrice néerlandaise.
- 23 mars :
  - René Leroux, homme politique français († 30 mai 2018).
  - Eda Rivas, femme politique péruvienne, ministre, ambassadrice.
  - Kim Stanley Robinson, auteur américain de science-fiction.
  - Villano III, catcheur (lutteur professionnel) mexicain († 21 août 2018).
- 25 mars : Didier Pironi, pilote automobile et motonautique français († 23 août 1987).
- 26 mars : Ali Haydar Kaytan, homme politique turc († 18 novembre 2021).
- 27 mars :
  - Anchen Dreyer, femme politique britannique.
  - James Houra, peintre ivoirien († 27 janvier 2020).
  - Maria Schneider, actrice française († 3 février 2011).
- 28 mars : Keith Ashfield, homme politique canadien († 22 avril 2018).
- 29 mars : Bola Tinubu, homme politique nigérian.

## Avril
- 1er avril : 
  - Rob Wasserman, bassiste américain († 29 juin 2016).
  - Vincent Bolloré, industriel et homme d'affaires français.
- 2 avril : Thierry Le Luron, humoriste français († 13 novembre 1986).
- 6 avril : Clayton M. Christensen, universitaire et consultant américain († 23 janvier 2020).
- 7 avril :
  - Vladimir Charov, écrivain, essayiste et docteur en histoire soviétique puis russe († 17 août 2018).
  - Rubén Galván, footballeur argentin († 14 mars 2018).
- 10 avril :
  - Fulbert Géro Amoussouga, universitaire béninois († 23 juin 2017).
  - Steven Seagal, acteur, réalisateur, producteur et musicien américain.
- 12 avril : Pierre Stolze, auteur français de science-fiction.
- 15 avril :
  - Isabelle de Botton, comédienne et scénariste française.
  - Donald Harvey, tueur en série américain († 30 mars 2017).
  - Sam McMurray, acteur et producteur américain.
  - Alain Millot, homme politique français († 27 juillet 2015).
- 16 avril : 
  - Michel Blanc, acteur et réalisateur français († 3 octobre 2024).
  - Jacques Martin, coureur cycliste belge († 22 juin 2004).
  - Alexander Tschäppät, homme politique suisse († 4 mai 2018).
- 17 avril :
  - Joe Alaskey, acteur américain († 3 février 2016).
  - Tom Bruce, nageur américain († 9 avril 2020).
  - Yves Marchesseau, animateur de télévision, français († 29 septembre 2014).
  - Patrick Roy, animateur de radio et de télévision français († 18 février 1993).
- 20 avril : Damon Douglas, acteur américain († 29 octobre 2006).
- 21 avril : 
  - Soslan Andiyev, lutteur soviétique puis russe († 22 novembre 2018).
  - Yves Marchesseau, acteur français († 29 septembre 2014).
- 22 avril : 
  - François-René Duchâble, pianiste français.
  - François Berléand, acteur français.
- 24 avril : Jean-Paul Gaultier, styliste et grand couturier français.
- 26 avril : 
  - Renate Ackermann, femme politique allemande.
  - Ewa Podleś, contralto colorature polonaise († 19 janvier 2024).
- 28 avril  : 
  - Mary McDonnell, actrice américaine.
- 29 avril :       
  - Gérard Drouot, producteur de spectacles français († 10 janvier 2022).
  - Carl Friedman, de son vrai nom Carolina Klop, auteure néerlandaise († 27 mars 2020).
  - Rob Nicholson, homme politique et avocat canadien.

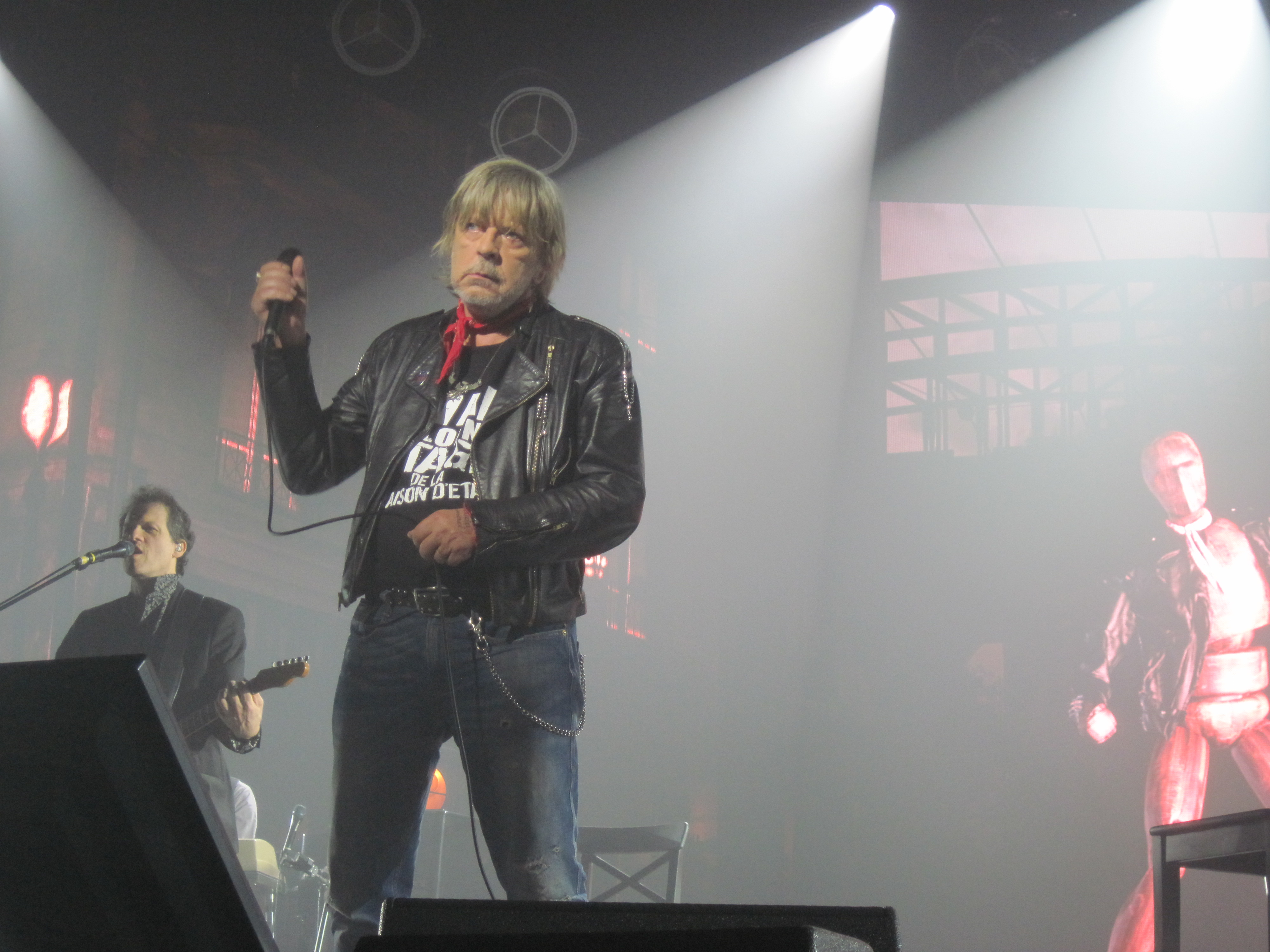
Renaud (ici en 2016).

## Mai
- 1er mai : Richard Baquié, sculpteur français († 17 janvier 1996).
- 2 mai : 
  - Christine Baranski, actrice américaine.
  - Christopher Doyle, directeur de la photographie et réalisateur australo-hongkongais.
  - Mari Natsuki, chanteuse, actrice et danseuse japonaise.
- 4 mai : Antony Hamilton, acteur britannico-australo-américain († 29 mars 1995).
- 5 mai :
  - Edwin M. Lee, homme politique américain († 12 décembre 2017).
- 6 mai :
  - Chiaki Mukai, spationaute japonaise.
  - Christian  Clavier, acteur, scénariste, producteur et réalisateur franco-belge.
  - Fred McNeill, joueur américain de football américain († 3 novembre 2015).
- 8 mai :
  - Charles Camarda, astronaute américain.
  - Marianne Épin, actrice et metteuse en scène française († 9 décembre 2017).
- 9 mai : Dick Annegarn, chanteur néerlandais francophone.
- 11 mai : Renaud, chanteur français.
- 13 mai : Mary Walsh, actrice, scénariste, dramaturge, productrice, metteuse en scène et réalisatrice canadienne.
- 14 mai :
  - David Byrne, musicien américain, cofondateur du groupe Talking Heads.
  - Donald R. McMonagle, astronaute américain.
- 16 mai : Katsura Shinnosuke, rakugoka et musicien japonais († 1er janvier 2020).
- 17 mai : 
  - Howard Hampton, homme politique et ancien chef du Nouveau Parti démocratique de l'Ontario.
  - Boudjemaa Talai, homme politique algérien († 6 août 2022).
- 19 mai : Jean-Michel Lambert, magistrat et écrivain français († 11 juillet 2017).
- 22 mai :
  - Graham Greene, acteur canado-américain.
  - Alain Lagrue dit Urgal, peintre, dessinateur et archéologue français († 18 décembre 2001).
  - Waldemar Victorino, footballeur international uruguayen († 29 août 2023).
- 23 mai : Freya Wippich, chanteuse autrichienne.
- 28 mai : Mahmoud Jibril, homme d'État libyen († 5 avril 2020).
- 29 mai : Jean-Marc Zaorski, photographe et éditeur français, lauréat du prix Niépce 1986.
- 30 mai :
  - Gilles Bernheim, rabbin français.
  - Zoltán Kocsis, pianiste, compositeur et chef d'orchestre hongrois († 6 novembre 2016).
- 31 mai : Patrick Masclet, homme politique français († 4 juin 2017).

## Juin
- 2 juin : 
  - Catherine Wagener, actrice française († 3 mai 2011).
  - Jean-Pierre Fabre, homme politique togolais.
- 3 juin : Deborah Washington Brown, informaticienne américaine († 5 juin 2020).
- 4 juin : Carmelita Little Turtle, photographe américaine.
- 5 juin : Carole Fredericks, chanteuse franco-américaine († 7 juin 2001).
- 6 juin : Harvey Fierstein, acteur, scénariste et dramaturge américain.
- 7 juin :
  - Andrzej Grzyb, homme politique polonais († 5 juillet 2016).
  - Liam Neeson, acteur irlandais.
  - Orhan Pamuk, écrivain turc.
  - Hubert Auriol, pilote moto et auto et animateur de télévision français († 10 janvier 2021).
- 9 juin : Joaquim Santos, pilote de rallyes portugais († 18 mars 2024).
- 10 juin : Dominique Lévesque, acteur, scénariste et humoriste québécois († 20 décembre 2016).
- 12 juin :
  - Oliver Knussen, compositeur britannique († 8 juillet 2018).
  - Patricia Russo, femme d'affaires américaine, directrice générale d'Alcatel-Lucent.
- 13 juin : Angelo Moreschi, évêque et missionnaire catholique italien, vicaire apostolique de Gambela († 25 mars 2020).
- 14 juin : Pat Summitt, entraîneur de basket-ball américaine († 28 juin 2016).
- 15 juin : Ramtane Lamamra, homme politique et diplomate algérien.
- 17 juin :
  - Étienne Chatiliez, réalisateur et scénariste français.
  - Sergio Marchionne, industriel et chef d'entreprise italien naturalisé canadien († 25 juillet 2018).
- 18 juin :
  - John Carl Buechler, réalisateur, maquilleur et technicien d'effets spéciaux américain († 18 mars 2019).
  - Juan Cabrera, footballeur argentin († 3 septembre 2007).
  - Idriss Déby, officier et homme d'État tchadien († 20 avril 2021).
  - Volker Graul, footballeur allemand († 22 mai 2022).
- 19 juin : Bob Ainsworth, homme politique britannique.
- 20 juin :
  - Valerio Evangelisti, écrivain italien († 18 avril 2002).
  - John Goodman, acteur américain.
- 21 juin : 
  - Bam Cuttayen, chanteur et musicien mauricien († 24 juillet 2002).
  - Ginny Ruffner, artiste verrière américaine.
- 22 juin : Graham Greene, acteur canadien.
- 23 juin :
  - Richard Hambleton, peintre et graffeur canadien († 29 octobre 2017).
  - Anthony Jackson, bassiste américain de jazz.
  - Virlana Tkacz, metteuse en scène et écrivaine américaine.
- 24 juin : Jacques Benoit-Gonnin, évêque de Beauvais.
- 25 juin : Péter Erdõ, cardinal hongrois.
- 26 juin : Simon Mann, mercenaire britannique et sud-africain († 8 mai 2025).
- 27 juin : Mary Rosenblum, écrivain américaine († 11 mars 2018).
- 28 juin :
  - Tomás Boy, joueur puis entraîneur de football mexicain († 8 mars 2022).
  - Pietro Mennea, athlète italien († 21 mars 2013).
  - Jean-Christophe Rufin, médecin, historien, écrivain, et diplomate français.
- 30 juin : Laurent Joffrin, journaliste français.

## Juillet
- 1er juillet : 
  - Dan Aykroyd, acteur, producteur et scénariste canadien.
  - Leon "Ndugu" Chancler, batteur américain († 3 février 2018).
  - Deborah Grey, femme politique fédérale canadienne.
  - Thomas Boni Yayi, homme politique béninois.
- 2 juillet : Linda Godwin, astronaute américaine.
- 3 juillet : 
  - Lou Colombo, chanteuse italienne.
  - Rick Ducommun, acteur et scénariste canadien († 12 juin 2015).
  - Andy Fraser, musicien britannique, bassiste du groupe Free († 16 mars 2015).
  - Peter Mathebula, boxeur sud-africain († 18 janvier 2020).
  - Rohinton Mistry, écrivain canadien.
- 4 juillet :
  - Nicole Ameline, femme politique française.
  - Amos Midzi, diplomate et homme politique zimbabwéen († 9 juin 2015).
  - Álvaro Uribe, homme d'État colombien.
- 5 juillet :
  - Terence T. Henricks, astronaute américain.
  - Muhammad Kamaruzzaman, journaliste, homme politique et criminel bangladais († 11 avril 2015).
- 6 juillet : 
  - George Athans, skieur québécois.
  - Prince Johnson, homme politique libérien († 28 novembre 2024).
- 7 juillet : Gregorio Morales, écrivain espagnol († 22 juin 2015).
- 8 juillet : 
  - Mary Ellen Trainor, actrice américaine († 20 mai 2015).
  - Marianne Williamson, écrivaine américaine.
- 9 juillet : Paddy Bush, musicien anglais, luthier et artiste.
- 10 juillet : Lee Hae-chan (이해찬, prononcez I Haî-tchan), homme politique sud-coréen.
- 12 juillet : Robert Pilés, matador français.
- 14 juillet : 
  - Bryon Wilfert, homme politique canadien.
  - Eric Laneuville, réalisateur, acteur et producteur de télévision américain.
  - Jean-Paul James, évêque français, évêque de Beauvais.
  - Ramón Fonseca Mora, homme politique, avocat et écrivain panaméen († 8 mai 2024).
- 15 juillet :
  - Michel Maillard, footballeur français († 7 juin 2017).
  - Daniel Mesguich, acteur et homme de théâtre français.
- 16 juillet :
  - Stewart Copeland, batteur du groupe The Police.
  - Pierre Makyo, scénariste de bandes dessinées.
- 17 juillet :
  - David Hasselhoff, acteur américain.
  - Thé Lau, musicien, chanteur et écrivain néerlandais († 23 juin 2015).
  - Květa Petříčková, joueuse tchécoslovaque de hockey sur gazon.
- 18 juillet : 
  - Jean-Michel Martial, acteur, doubleur vocal français et frère de Jacques Martial († 17 octobre 2019).
  - James Frobes, joueur puis entraîneur américain de basket-ball († 21 janvier 2022).
- 24 juillet : Ernesto Mandara, évêque italien.
- 25 juillet : Clarence Pettersen, homme politique canadien († 28 mars 2018).
- 28 juillet : Rama X, roi de Thaïlande depuis le 1er décembre 2016.
- 29 juillet : Mićun Jovanić, joueur et entraîneur de football yougoslave puis croate († 26 juillet 2010).

## Août
- 2 août :
  - Jean-Claude Girot, 7e Dan de Kendo, 7e Dan de Chanbara et co-importateur du Chanbara en France.
  - Sebastiano Tusa, archéologue et préhistorien italien († 10 mars 2019).
- 3 août : Galina Vyuzhanina, joueuse soviétique de hockey sur gazon.
- 4 août : Brenda Chamberlain, femme politique fédérale canadienne.
- 5 août : 
  - Éric Legrand, acteur français († 22 mai 2025).
  - Hun Sen, premier ministre du Cambodge.
- 6 août : Daisy Ehanire Danjuma, femme politique nigériane.
- 7 août : Brigitte Maier, actrice pornographique américaine.
- 8 août :
  - Brigitte Ahrenholz, rameuse d'aviron allemande († avril 2018).
  - Jean-Claude Mermoud, homme politique suisse († 6 septembre 2011).
  - Jostein Gaarder, écrivain et philosophe norvégien.
- 10 août : Daniel Hugh Kelly, acteur américain.
- 11 août : Tabea Blumenschein, actrice, réalisatrice et scénariste allemande († 2 mars 2020).
- 12 août : Charlie Whiting, personnalité britannique de la Formule 1 († 14 mars 2019).
- 13 août : Tom Davis, acteur, humoriste, scénariste, réalisateur et producteur américain († 19 juillet 2012).
- 14 août :
  - Pino D'Angiò, chanteur italien († 6 juillet 2024).
  - Firoz Ghanty, peintre mauricien († 3 décembre 2019).
  - Mark Charles Lee, astronaute américain.
  - Catherine Picard, femme politique française, présidente de l'Union nationale des associations de défense des familles et de l'individu.
- 15 août : Bernard Lacombe, footballeur et entraineur français († 17 juin 2025).
- 17 août :
  - Thomas J. Hennen, astronaute américain.
  - Nelson Piquet, pilote automobile brésilien.
  - Kathryn C. Thornton, astronaute américaine.
  - Guillermo Vilas, joueur de tennis argentin.
- 18 août :
  - Kastriot Islami, homme politique albanais.
  - Patrick Swayze, acteur américain († 14 septembre 2009).
- 19 août : Renaud Van Ruymbeke, magistrat français († 10 mai 2024).
- 21 août : Brij Lal, historien, politologue et écrivain fidjien († 25 décembre 2021).
- 23 août : Klaus-Dietrich Flade, spationaute allemand.
- 27 août : Paul Reubens, acteur et humoriste américain.
- 29 août : Ana María Groot, historienne et anthropologue colombienne.
- 30 août : 
  - Derek Hatfield, navigateur canadien († 30 juillet 2016).
  - Simon Bainbridge, compositeur anglais († 2 avril 2021).
  - Simon Russell, pair et personnalité politique britannique.
  - Grim Sleeper, tueur en série américain († 28 mars 2020).
- 31 août : Edwy Plenel, journaliste politique français.

## Septembre
- 1er septembre :
  - Brad Linaweaver, écrivain de science-fiction américain († 29 août 2019).
  - Michael Massee, acteur américain († 20 octobre 2016).
- 2 septembre : Jimmy Connors, joueur de tennis.
- 3 septembre : 
  - François Emmanuel, écrivain belge, membre de l'Académie royale de langue et de littérature françaises de Belgique.
  - Ekkehard Fasser, bobeur suisse († 9 avril 2021).
- 6 septembre : Vladimir Kazatchionok, joueur puis entraîneur de football soviétique puis russe († 25 mars 2017).
- 7 septembre : René Vázquez Díaz, écrivain, dramaturge, journaliste et traducteur cubain.
- 8 septembre :
  - Sue Barnes, femme politique canadienne.
  - Andy M. Stewart, chanteur et auteur-compositeur-interprète écossais († 27 décembre 2015).
- 9 septembre :
  - Bi Skaarup, archéologue danoise († 15 mars 2014).
  - Lee M.E. Morin, astronaute américain.
- 10 septembre : Vic Toews, homme politique manitobain.
- 12 septembre : Neil Peart, musicien et auteur canadien († 7 janvier 2020).
- 14 septembre : 
  - Sylvain Lemarié, acteur français spécialisé dans le doublage († 19 avril 2023).
  - Margit Schumann, lugeuse est-allemande puis allemande († 11 avril 2017).
- 15 septembre :
  - Emmanuel Beth, officier parachutiste français († 5 avril 2018).
  - Elisabeth van Houts, historienne néerlando-britannique.
- 16 septembre : Mickey Rourke, acteur, scénariste et boxeur américain.
- 17 septembre : El Niño de la Capea (Pedro Gutierrez Moya), matador espagnol.
- 19 septembre : Simon Compaoré, homme politique burkinabé.
- 20 septembre : 
  - Patrick Bourrat, journaliste français († 21 décembre 2002).
  - Harvey James, guitariste australien († 15 janvier 2011).
- 21 septembre : Dominique Rey, évêque catholique français, évêque de Fréjus-Toulon.
- 22 septembre : Oliver Mtukudzi, chanteur et guitariste zimbabwéen († 23 janvier 2019).
- 23 septembre : Alain Dewerpe, historien français († 16 avril 2015).
- 24 septembre : Alastair Yates, journaliste et présentateur de nouvelles britannique († 26 juillet 2018).
- 25 septembre : 
  - Christopher Reeve, acteur américain († 10 octobre 2004).
  - bell hooks, intellectuelle, universitaire et militante américaine († 15 décembre 2021).
- 26 septembre : Joan Lind, rameuse d'aviron américaine († 28 août 2015).
- 27 septembre : Dumitru Prunariu, spationaute roumain.
- 28 septembre : Ina-Maria Federowski, chanteuse allemande († 13 juillet 2017).
- 29 septembre :
  - Srđan Dizdarević, journaliste, diplomate, activiste pour les droits de l'homme yougoslave, ensuite bosnien († 16 février 2016).
  - Patrícia Gabancho i Ghielmetti, écrivaine et journaliste argentino-espagnole († 28 novembre 2017).
  - Yuri Lobanov, céiste soviétique puis russe († 1er mai 2017).
- 30 septembre :
  - Philippe Sternis, auteur de bande dessinée français.
  - Jack Wild, acteur britannique († 2 mars 2006).

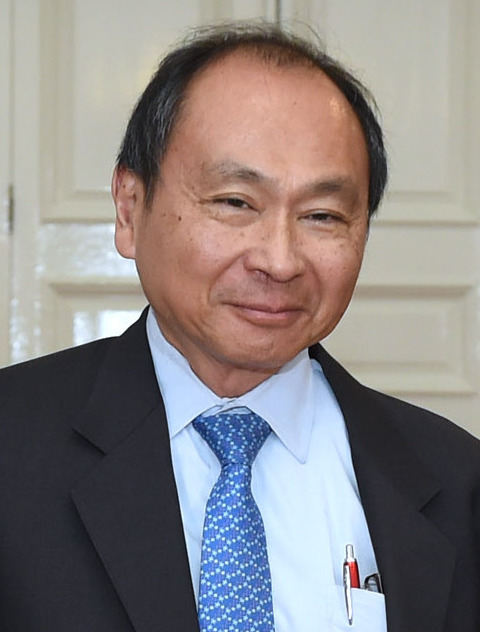
Francis Fukuyama en 2015.

## Octobre
- 1er octobre : Jacques Martin, entraîneur de hockey sur glace.
- 2 octobre : Marie Deschamps, juge puînée à la Cour suprême du Canada.
- 3 octobre : Jean-Philippe Reverdot, photographe français († 9 juin 2020).
- 5 octobre :
  - Mareva Tourneux, médecin polynésienne française.
  - Imran Khan, ancien joueur international de cricket et homme d'État pakistanais, Premier ministre de 2018 à 2022.
  - Emomalii Rahmon, personnalité politique tadjik président du Tadjikistan depuis 1992.
  - Duncan Regehr, acteur et artiste canadien.
- 7 octobre : 
  - Vladimir Poutine, homme politique russe, actuel président de la fédération de Russie.
  - Donald Machholz, astronome amateur américain († 9 août 2022).
- 9 octobre : Pierre Jolivet, réalisateur français.
- 12 octobre :
  - Béla Csécsei, homme politique hongrois († 31 décembre 2012).
  - Hélène Jacubowitz, sculptrice belge.
- 13 octobre : Michael R. Clifford, astronaute américain († 28 décembre 2021).
- 14 octobre :
  - Rick Aviles, acteur et humoriste américain († 17 mars 1995).
  - Tony Rombouts, footballeur belge († 31 octobre 1990).
  - Kaija Saariaho, compositrice et chef d'orchestre finlandaise († 2 juin 2023).
- 15 octobre : Zilia Valeïeva, femme politique russe.
- 16 octobre :
  - Mariza Dias Costa, caricaturiste et illustratrice guatémalto-brésilienne  († 29 mars 2019).
  - Glenys Thornton, femme politique britannique.
- 18 octobre : Jim Ratcliffe, ingénieur en chimie milliardaire britannique.
- 19 octobre : Perico Fernández, boxeur espagnol († 11 novembre 2016).
- 20 octobre : Dalia Itzik, femme politique, ancienne présidente d'Israël.
- 22 octobre : Jeff Goldblum, acteur américain.
- 24 octobre : Danielle S. Marcotte, auteure pour enfants canadienne.
- 25 octobre : Samir Geagea, homme politique libanais.
- 26 octobre : Rosalia Nghidinwa, femme politique namibienne († 15 janvier 2018).
- 27 octobre :
  - Roberto Benigni, acteur et réalisateur italien.
  - Francis Fukuyama, philosophe, économiste et chercheur en sciences politiques américain d'origine japonaise.
- 29 octobre : 
  - Valeri Ivanovitch Tokarev, cosmonaute russe.
  - Marcia Fudge, représentante des États-Unis pour l'Ohio depuis 2008 et Secrétaire au Logement et au Développement urbain des États-Unis depuis 2021.
- ? octobre : Tharcisse Kasongo Mwema Yamba-Yamba, journaliste congolais († 12 novembre 2022).
  - Netumbo Nandi-Ndaitwah, femme politique namibienne.

## Novembre
- 3 novembre : 
  - Michel Boujenah, acteur-chanteur-humoriste français.
  - Roseanne Barr, actrice, productrice, humoriste, scénariste, et réalisatrice américaine.
- 5 novembre : Marc Dachy, historien de l'art, traducteur, conférencier et éditeur français († 8 octobre 2015).
- 7 novembre : 
  - Geraldo Alckmin, homme politique brésilien.
  - Modibo Sidibé, homme politique malien.
- 9 novembre : Joyce Grable, catcheuse américaine († 29 septembre 2023).
- 10 novembre : Lloyd St. Amand, avocat et homme politique.
- 11 novembre : 
  - Shamim Azad, poétesse, conteuse et écrivain britannique d'origine bangladaise.
  - Christopher Loeak, homme politique marshallais.
- 13 novembre :
  - Josip Kuže, joueur et entraîneur de football yougoslave puis croate († 16 juin 2013).
  - Byambasuren Sharav, compositeur et pianiste mongol († 15 juillet 2019).
  - Jacobin Yarro, acteur et metteur en scène camerounais.
  - Merrick Garland, juge fédéral américain.
- 14 novembre : Ray Sharkey, acteur américain († 11 juin 1993).
- 15 novembre : Randy Savage, catcheur américain († 20 mai 2011).
- 16 novembre :
  - Jean Salem, philosophe français († 13 janvier 2018).
  - Shigeru Miyamoto, concepteur de jeux vidéo japonais, producteur de jeux vidéo et directeur général de Nintendo.
- 17 novembre : Cyril Ramaphosa, homme d'État sud-africain.
- 18 novembre : Delroy Lindo, acteur britannique.
- 20 novembre :
  - Georges Caudron, acteur français de doublage († 5 décembre 2022)
  - Gary Wiggins, coureur cycliste australien († 25 janvier 2008).
- 21 novembre : Pedro Lemebel, auteur et artiste plasticien chilien († 23 janvier 2015).
- 22 novembre :
  - Corno, peintre québécoise († 21 décembre 2016).
  - José Luis Palomar, matador espagnol.
- 23 novembre : B.J. Crosby, vocaliste de jazz, chanteuse et actrice américaine († 27 mars 2015).
- 24 novembre : Thierry Lhermitte, acteur français.
- 27 novembre :
  - Sheila Copps, femme politique canadienne.
  - James Donald Wetherbee, astronaute américain.
- 29 novembre : Hossein Sheikholeslam, homme politique iranien († 5 mars 2020).

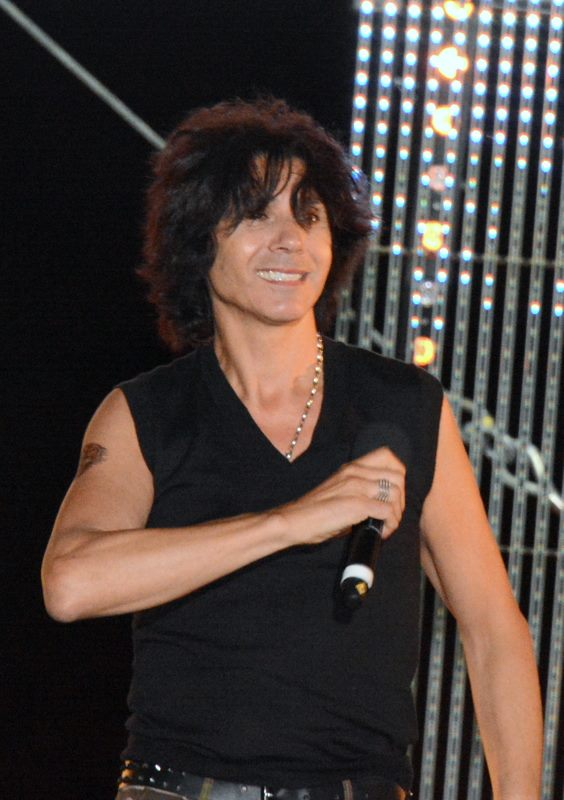
Jean-Luc Lahaye en 2013.

## Décembre
- 1er décembre :
  - Mohammad-Reza Rahchamani, médecin et parlementaire iranien († 9 mars 2020).
  - Pegi Young, chanteuse de folk rock américaine († 1er janvier 2019).
- 3 décembre : Mel Smith, acteur, réalisateur, scénariste et producteur britannique († 19 juillet 2013).
- 4 décembre : 
  - Farid Chopel, acteur français († 20 avril 2008).
  - Ronald M. Sega, astronaute américain.
- 5 décembre : 
  - Günther Förg, peintre allemand († 5 décembre 2013).
  - Silvana Nappi, femme politique italienne.
- 7 décembre : Susan Collins, femme politique américaine.
- 8 décembre : 
  - Marc Barvais, homme politique belge de langue française.
  - Javier Cárdenas, joueur de football international mexicain († 25 juin 2022).
- 10 décembre : 
  - Bernd Jakubowski, footballeur international est-allemand puis entraîneur allemand († 25 juillet 2007).
  - Susan Dey, actrice et productrice américaine.
- 12 décembre : 
  - Herb Dhaliwal, homme politique canadien.
  - Helen Dunmore,  écrivaine britannique († 5 juin 2017).
  - Aminata Touré, femme politique guinéenne († 12 janvier 2022).
- 13 novembre : Merrick Garland, juge fédéral américain.
- 14 décembre : François Soudan, journaliste français.
- 15 décembre : Guy Laporte, joueur de rugby à XV français († 28 janvier 2022).
- 16 décembre : Jovanka Nikolić, poétesse et écrivaine yougoslave puis serbe († 8 janvier 2017).
- 17 décembre : Bruno Armando, acteur et traducteur italien † 8 mars 2020).
- 19 décembre : Linda Woolverton, scénariste et actrice américaine.
- 21 décembre : Joaquín Andújar, baseballeur dominicain († 8 septembre 2015).
- 23 décembre :
  - Jean-Luc Lahaye, chanteur, auteur-compositeur et animateur de télévision français.
  - Jean-Michel Cadiot, journaliste et écrivain français († 1er juin 2020).
- 24 décembre : Lorne Calvert, premier ministre de la Saskatchewan.
- 25 décembre :
  - Desireless, chanteuse française.
  - Youssouf Ouédraogo, économiste, diplomate et homme d'État français puis burkinabé († 18 novembre 2017).
- 26 décembre : Cleopas Dlamini, Homme d'État eswatinien  et premier ministre d'eswatini depuis 2021.
- 27 décembre :
  - David Knopfler, musicien britannique..
  - Raimund Krauth, footballeur allemand († 22 novembre 2012).
  - Tovah Feldshuh, actrice américaine.
- 29 décembre : Joe Lovano, saxophoniste de jazz américain.

## Date précise inconnue
- Françoise Bourdin, écrivaine française († 25 décembre 2022).
- Jorge Chica, footballeur et neurochirurgien équatorien († 30 mars 2020).
- Fluoman, peintre français († 23 novembre 2005).
- Watban Ibrahim al-Tikriti, femme politique irakien († 13 août 2015).
- Sylvie Kinigi, femme politique, ancien premier ministre du Burundi.
- Alain Marcel, acteur, metteur en scène, auteur et compositeur français († 9 mars 2020).
- Peter Marlow, photographe de presse britannique († 21 février 2016).
- Shun'ichi Yamashita, médecin japonais.
- Sergueï Sviatchenko, peintre ukrainien.
- Tom Otterness, sculpteur américain.
- Mahamadou Issoufou, homme politique nigérien et président de la république du Niger de 2011 à 2021.
- Linda Thomas-Greenfield, diplomate américaine, ambassadrice américaine auprès des Nations unies depuis 2021.
- Tawfik Bahri, acteur tunisien († 18 décembre 2021).
- Eugénie Rokhaya Aw N’diaye, une des premières journalistes femmes et spécialistes de la communication sénégalaises († 3 juillet 2022).
- André Lavallée, homme politique québécois († 14 août 2022).
- Eunice Kazembe, femme politique malawite († 28 octobre 2013).
- Pierre Weiss, homme politique suisse et italien († 24 avril 2015).